# La Voix des Maîtres
La Voix des Maîtres est le septième album de la série de bandes dessinées Balade au bout du monde.

## Synopsis
Arrivés en Inde, Arthis, Ariane et Madame Evans rejoignent le temple de l’A-Ka-Tha, pour apprendre que le docteur Rolland est finalement décédé. Par ailleurs, la secte est désormais en guerre ouverte contre les Thugs, qui revendiquent la propriété du temple.
Arthis, victime d’une intoxication alimentaire, est alité plusieurs jours. Durant sa convalescence, il reçoit les visites de Gopal, un jeune autiste ne sachant dire que son prénom. Le garçon semble avoir pris Arthis en affection : depuis son arrivée, il ne cesse de lui offrir des moitiés de biscuits.
Du fait de sa particularité, Gopal a la capacité de servir de réceptacle aux âmes des maîtres de l’A-Ka-Tha momifiés dans la crypte du temple, et ce sans l’intermédiaire d’un musicien. Grâce à lui, Ariane parvient à entrer en contact avec son père disparu, qui lui révèle que pour stabiliser le transfert de consciences, l’échange doit se faire entre un homme et une femme.
Ariane voudrait essayer un transfert avec son père, mais Arthis s’y oppose formellement. Au temple, il participe à une cérémonie de la secte, et vit une expérience parapsychologique intense. Il en ressort beaucoup mieux disposé à l’égard des projets d’Ariane, et propose de tester sur lui-même et Mme Evans la fiabilité du transfert homme-femme.
Le transfert s’avère effectivement stable et durable, mais également très profitable à Evans, qui se sent revivre dans le corps jeune et vigoureux d’Arthis. Ce dernier, à l’inverse, se sent oppressé et diminué par la faiblesse de son réceptacle.
Le petit Gopal meurt assassiné par les Thugs, provocant une immense colère parmi les adeptes de l’A-Ka-Tha, qui veulent en découdre. Un vieux moine prophétise que celui avec lequel le garçon aura partagé ses gâteaux sera la solution du conflit. C’est donc tout naturellement que les sectateurs choisissent Evans, toujours dans le corps d’Arthis, comme chef de guerre.